# Satyrium carneum
Satyrium carneum es una especie de orquídea endémica del sudoeste de la Provincia del Cabo.

## Descripción
Es una orquídea de mediano a gran tamaño, que prefiere el clima fresco a frío. Tiene hábito terrestre, y surgen a partir de tubérculos dando lugar de 2 a 4 hojas, espesas, carnosas, caídas al suelo. Florece en la primavera en una  robusta inflorescencia de 25 cm de largo, con 19 a 38 flores.

## Distribución
Se encuentra en  este y sureste de Sudáfrica entre los arbustos en las dunas, en fynbos en las colinas costeras y en las crestas de arenas y calizas húmedas a secas.  

## Sinonimia
- Orchis carnea Dryand. (basónimo)
- Orchis foliacea Burm.f.[1]